# إسبلكنون رقيق
إسبلكنون رقيق (الاسم العلمي:Splachnum tenue) هو نوع من النباتات يتبع جنس الإسبلكنون من الفصيلة الإسبلكنونية.